# Асес
Асес (на френски: Assesse) е селище в Южна Белгия, окръг Намюр на провинция Намюр. Населението му е около 6300 души (2006).